# Alan Tonks
Alan Tonks (né le 2 avril 1943 à Toronto) est un homme politique canadien ; il a été un député à la Chambre des communes du Canada, représentant la circonscription ontarienne de York-Sud—Weston de 2000 à 2011 sous la bannière du Parti libéral du Canada.